# Список командующих германскими группами армий в ходе Второй мировой войны
В списке, в алфавитном порядке, представлены военачальники нацистской Германии, в годы Второй мировой войны командовавшие группами армий. Как правило, командование группой армий осуществляли командующие в звании генерал-фельдмаршала или генерал-полковника. Именно от их способностей к стратегическому руководству крупными войсковыми объединениями зависели успех или неудача в сражениях и операциях. Такие полководцы, как Э. Манштейн и Э. Роммель, ещё в ходе войны получили признание за вклад в военное искусство. Послевоенные исследователи, признавая профессионализм, глубокую военно-теоретическую подготовку и блестящие способности подавляющего большинства германских командующих высшего эшелона, подчёркивают их роль в создании, развитии и поддержке преступного режима нацистской Германии. По окончании войны все оставшиеся в живых германские командующие предстали перед судом за совершение военных преступлений. Некоторые из них были казнены, большинство получили различные сроки тюремного заключения, и лишь единицам удалось избежать наказания.
В список включены все генералы, которые более недели исполняли или временно занимали должность командующего группой армий. Серым цветом в таблице выделены военачальники, погибшие во время войны.

## Командующие группами армий
| Награды | Полное имя                                                         | Портрет     | Звание и должность накануне войны                           | Группа армий и даты командования | Сражения и операции, проведённые в должности командующего | Звание и должность в конце войны (для погибших — обстоятельства смерти)                                                                          | Пр.    |
| --- | ------------------------------------------------------------------ | ----------- | ----------------------------------------------------------- | --- | --- | --- | ------ |
| Рыцарский крест Железного креста | Арним, Ганс-Юрген фон (нем. Hans-Jürgen von Arnim)                 | (1889—1962) | генерал-майор, офицер особых поручений при ОКХ              | «Африка»: 09.03.1943—13.05.1943 | Тунисская кампания | генерал-полковник, военнопленный (капитулировал 13.05.1943 в Тунисе)                                                                             | [ 4 ]  |
| Рыцарский крест Железного креста · Рыцарский крест Железного креста с Дубовыми листьями · Рыцарский крест Железного креста с Дубовыми листьями и Мечами · Рыцарский крест Железного креста с Дубовыми листьями, Мечами и Бриллиантами | Бальк, Герман (нем. Hermann Balck)                                 | (1893—1982) | подполковник, офицер инспекции моторизованных войск         | «G»: 21.09.1944—23.12.1944 | боевые действия в Эльзасе | генерал танковых войск, командующий 6-й армией                                                                                                   | [ 5 ]  |
| Рыцарский крест Железного креста · Рыцарский крест Железного креста с Дубовыми листьями · Рыцарский крест Железного креста с Дубовыми листьями и Мечами                                                                               | Бласковиц, Йоханнес (нем. Johannes Blaskowitz)                     | (1883—1948) | генерал пехоты, командующий 8-й армией                      | «G»: 19.05.1944—21.09.1944; 23.12.1944—28.01.1945 «H»: 28.01.1945—07.04.1945                                                                                   | боевые действия в Эльзасе и Голландии | генерал-полковник, Главнокомандующий силами вермахта в Голландии                                                                                 | [ 6 ]  |
| Рыцарский крест Железного креста | Бок, Федор фон (нем. Fedor von Bock)                               | (1880—1945) | генерал-полковник, командующий группой армий «Север»        | «Север»: 26.08.1939—05.10.1939 «B»: 05.10.1939—21.06.1941 «Центр»: 21.06.1941—18.12.1941 «Юг»: 18.01.1942—17.07.1942                                           | Польская кампания (1939) Французская кампания (1940) Операция «Барбаросса» Битва за Москву (1941—1942) Харьковская операция (1942)                                                                                | генерал-фельдмаршал, в резерве ОКВ (погиб 04.05.1945 в результате авианалёта союзников)                                                          | [ 7 ]  |
| Рыцарский крест Железного креста · Рыцарский крест Железного креста с Дубовыми листьями | Буш, Эрнст (нем. Ernst Busch)                                      | (1885—1945) | генерал пехоты, командующий 8-м армейским корпусом          | «Центр»: 04.11.1943—28.07.1944 | Белорусская операция (1944) | генерал-фельдмаршал, командующий силами вермахта на Северо-Западе                                                                                | [ 8 ]  |
| Рыцарский крест Железного креста · Рыцарский крест Железного креста с Дубовыми листьями | Вайс, Вальтер (нем. Walter Weiss)                                  | (1890—1967) | полковник, начальник штаба 1-го армейского корпуса          | «Север»: 11.03.1945—08.04.1945 | Восточно-Прусская операция (1945) | генерал-полковник, в резерве ОКВ | [ 9 ]  |
| Рыцарский крест Железного креста · Рыцарский крест Железного креста с Дубовыми листьями | Вейхс, Максимилиан фон (нем. Maximilian von Weichs)                | (1881—1954) | генерал кавалерии, командующий 13-м армейским корпусом      | «В»: 15.07.1942—14.02.1943 «F»: 20.08.1943—29.03.1945 | Сталинградская битва Острогожско-Россошанская операция Белградская операция Будапештская операция | генерал-фельдмаршал, в резерве ОКВ | [ 10 ] |
| Рыцарский крест Железного креста · Рыцарский крест Железного креста с Дубовыми листьями | Вёлер, Отто (нем. Otto Wöhler)                                     | (1894—1987) | полковник, начальник оперативного отдела штаба 14-й армии   | «Юг»: 22.12.1944—25.03.1945 | Будапештская операция Балатонская операция | генерал пехоты, в резерве ОКВ | [ 11 ] |
| Рыцарский крест Железного креста | Вицлебен, Эрвин фон (нем. Job-Wilhelm Georg "Erwin" von Witzleben) | (1881—1944) | генерал пехоты, командующий 1-й армией                      | «D»: 26.10.1940—04.02.1942 | Осуществление оккупационных функций во Франции, Бельгии, Голландии | генерал-фельдмаршал, в резерве ОКВ (казнён 09.08.1944 как один из организаторов Июльского заговора)                                              | [ 12 ] |
| | Гиммлер, Генрих (нем. Heinrich Himmler)                            | (1900—1945) | рейхсфюрер СС                                               | «Верхний Рейн»: 07.12.1944—29.01.1945 «Висла»: 29.01.1945—21.03.1945                                                                                           | Эльзасско-Лотарингская операция Кольмарская операция Восточно-Померанская операция | 28.04.1945 по указанию Гитлера смещён со всех государственных постов за попытку ведения сепаратных переговоров с союзниками                      | [ 14 ] |
| | Гитлер, Адольф (нем. Adolf Hitler)                                 | (1889—1945) | фюрер и рейхсканцлер Германии                               | «А»: 10.09.1942—21.11.1942 | Битва за Кавказ (1942—1943) | 30.04.1945 покончил жизнь самоубийством в своём бункере, окружённом советскими войсками                                                          | [ 16 ] |
| Рыцарский крест Железного креста · Рыцарский крест Железного креста с Дубовыми листьями · Рыцарский крест Железного креста с Дубовыми листьями и Мечами · Рыцарский крест Железного креста с Дубовыми листьями, Мечами и Бриллиантами | Кессельринг, Альберт (нем. Albert Kesselring)                      | (1885—1960) | генерал авиации, командующий 1-м воздушным флотом           | «C»: 15.11.1943—23.10.1944; 14.01.1945—10.03.1945 «D»: 11.03.1945—06.05.1945                                                                                   | Итальянская кампания (1943—1945) Центрально-Европейская операция | генерал-фельдмаршал, командующий группой армий «D»                                                                                               | [ 17 ] |
| Рыцарский крест Железного креста · Рыцарский крест Железного креста с Дубовыми листьями · Рыцарский крест Железного креста с Дубовыми листьями и Мечами                                                                               | Клейст, Эвальд фон (нем. Ewald von Kleist)                         | (1881—1954) | генерал кавалерии, командующий 22-м моторизованным корпусом | «A»: 21.11.1942—31.03.1944 | Битва за Кавказ (1942—1943) Нижнеднепровская операция | генерал-фельдмаршал, в резерве ОКВ | [ 18 ] |
| Рыцарский крест Железного креста · Рыцарский крест Железного креста с Дубовыми листьями · Рыцарский крест Железного креста с Дубовыми листьями и Мечами                                                                               | Клюге, Ханс Гюнтер фон (нем. Günther von Kluge)                    | (1882—1944) | генерал артиллерии, командующий 4-й армией                  | «Центр»: 19.12.1941—28.10.1943 «D»: 02.07.1944—15.08.1944 | Битва за Москву Ржевская битва (1942–1943) Курская битва Черниговско-Полтавская операция Операция «Кобра» Фалезская операция                                                                                      | генерал-фельдмаршал, 18.08.1944 был отстранён от командования группой армий «D», после чего покончил жизнь самоубийством                         | [ 19 ] |
| Рыцарский крест Железного креста · Рыцарский крест Железного креста с Дубовыми листьями | Кюхлер, Георг фон (нем. Georg von Küchler)                         | (1881—1968) | генерал артиллерии, командующий 3-й армией                  | «Север»: 17.01.1942—31.01.1944 | Битва за Ленинград Ленинградско-Новгородская операция | генерал-фельдмаршал, в резерве ОКВ | [ 20 ] |
| Рыцарский крест Железного креста | Лееб, Вильгельм фон (нем. Wilhelm von Leeb)                        | (1876—1956) | генерал-полковник, командующий группой армий «C»            | «C»: 26.08.1939—20.06.1941 «Север»: 20.06.1941—17.01.1942 | Французская кампания Операция «Барбаросса» Битва за Ленинград | генерал-фельдмаршал, в резерве ОКВ | [ 21 ] |
| Рыцарский крест Железного креста · Рыцарский крест Железного креста с Дубовыми листьями | Лёр, Александер (нем. Alexander Löhr)                              | (1885—1947) | генерал авиации, командующий 4-м воздушным флотом           | «E»: 28.12.1942—08.05.1945 | Белградская операция | генерал-полковник, командующий группой армий «E»                                                                                                 | [ 22 ] |
| Рыцарский крест Железного креста · Рыцарский крест Железного креста с Дубовыми листьями | Линдеман, Георг (нем. Georg Lindemann)                             | (1884—1963) | генерал-лейтенант, командир 36-й пехотной дивизии           | «Север»: 01.03.1944—05.07.1944 | бои местного значения на северо-западном направлении Восточного фронта | генерал-полковник, командующий силами вермахта в Дании                                                                                           | [ 23 ] |
| Рыцарский крест Железного креста | Лист, Вильгельм (нем. Wilhelm List)                                | (1880—1971) | генерал-полковник, командующий 14-й армией                  | «А»: 15.07.1942—09.09.1942 | Битва за Кавказ (1942—1943) | генерал-фельдмаршал, в резерве ОКВ | [ 24 ] |
| Рыцарский крест Железного креста · Рыцарский крест Железного креста с Дубовыми листьями · Рыцарский крест Железного креста с Дубовыми листьями и Мечами                                                                               | Манштейн, Эрих фон (нем. Erich von Manstein)                       | (1887—1973) | генерал-лейтенант, начальник штаба группы армий «Юг»        | «Дон»: 21.11.1942—13.02.1943 «Юг»: 13.02.1943—01.04.1944 | Сталинградская битва Третья битва за Харьков Курская битва Битва за Днепр Днепровско-Карпатская операция | генерал-фельдмаршал, в резерве ОКВ | [ 25 ] |
| Рыцарский крест Железного креста · Рыцарский крест Железного креста с Дубовыми листьями · Рыцарский крест Железного креста с Дубовыми листьями и Мечами · Рыцарский крест Железного креста с Дубовыми листьями, Мечами и Бриллиантами | Модель, Вальтер (нем. Walter Model)                                | (1891—1945) | генерал-майор, начальник штаба 4-го армейского корпуса      | «Север»: 31.01.1944—01.04.1944 «Юг»: 01.04.1944—05.04.1944 «Северная Украина»: 05.04.1944—28.07.1944 «Центр»: 28.07.1944—18.08.1944 «B»: 18.08.1944—22.04.1945 | Днепровско-Карпатская операция Белорусская операция (1944) Фалезская операция Голландская операция (1944) Арденнская операция (1945) Маас-Рейнская операция Рурская операция                                      | генерал-фельдмаршал, покончил жизнь самоубийством в «Рурском котле»                                                                              | [ 26 ] |
| Рыцарский крест Железного креста · Рыцарский крест Железного креста с Дубовыми листьями · Рыцарский крест Железного креста с Дубовыми листьями и Мечами                                                                               | Райнхардт, Георг Ханс (нем. Georg-Hans Reinhardt)                  | (1887—1953) | генерал-майор, командир 4-й танковой дивизии                | «Центр»: 16.08.1944—27.01.1945 | Белорусская операция (1944) Висло-Одерская операция Восточно-Прусская операция (1945) | генерал-полковник, в резерве ОКВ | [ 27 ] |
| Рыцарский крест Железного креста | Рейхенау, Вальтер фон (нем. Walter von Reichenau)                  | (1884—1942) | генерал артиллерии, командующий 10-й армией                 | «Юг»: 01.12.1941—15.01.1942 | Ростовская операция (1941) | генерал-фельдмаршал, умер 17.01.1942 от остановки сердца и/или от полученной им черепно-мозговой травмы во время авиаперелёта                    | [ 29 ] |
| Рыцарский крест Железного креста · Рыцарский крест Железного креста с Дубовыми листьями · Рыцарский крест Железного креста с Дубовыми листьями и Мечами                                                                               | Рендулич, Лотар (нем. Lothar Rendulic)                             | (1887—1971) | полковник, начальник штаба 17-го армейского корпуса         | «Север»: 15.01.1945—10.03.1945 «Курляндия»: 12.03.1945—25.03.1945 «Юг»: 25.03.1945—08.05.1945                                                                  | Восточно-Прусская операция (1945) Курляндский котёл Венская операция | генерал-полковник, командующий группой армий «Юг»                                                                                                | [ 30 ] |
| Рыцарский крест Железного креста · Рыцарский крест Железного креста с Дубовыми листьями · Рыцарский крест Железного креста с Дубовыми листьями и Мечами · Рыцарский крест Железного креста с Дубовыми листьями, Мечами и Бриллиантами | Роммель, Эрвин (нем. Erwin Rommel)                                 | (1891—1944) | полковник, комендант штаб-квартиры фюрера                   | «Африка»: 22.02.1943—09.03.1943 «B»: 19.07.1943—17.07.1944 | Тунисская кампания Нормандская операция | генерал-фельдмаршал, 14.10.1944, по принуждению главного адъютанта Гитлера, покончил жизнь самоубийством из-за причастности к Июльскому заговору | [ 32 ] |
| Рыцарский крест Железного креста · Рыцарский крест Железного креста с Дубовыми листьями · Рыцарский крест Железного креста с Дубовыми листьями и Мечами                                                                               | Рундштедт, Герд фон (нем. Gerd von Rundstedt)                      | (1875—1953) | генерал-полковник, «Юг»                                     | «Юг»: 26.08.1939—08.10.1939; 21.06.1941—01.12.1941 «А»: 26.10.1939—10.10.1940 «D»: 15.03.1942—02.07.1944; 15.08.1944—11.03.1945                                | Польская кампания Французская кампания Операция «Барбаросса» Ростовская операция (1941) Нормандская операция Арденнская операция (1945)                                                                           | генерал-фельдмаршал, военнопленный (захвачен в плен 01.05.1945 в собственном имении, где проживал после отставки в марте 1945)                   | [ 33 ] |
| Рыцарский крест Железного креста · Рыцарский крест Железного креста с Дубовыми листьями | Фитингхоф, Генрих фон (нем. Heinrich von Vietinghoff)              | (1887—1952) | генерал-майор, командир 5-й танковой дивизии                | «C»: 24.10.1944—13.01.1945; 11.03.1945—02.05.1945 «Курляндия»: 15.01.1945—10.03.1945                                                                           | Итальянская кампания (1943—1945) Курляндский котёл Северо-Итальянская операция | генерал-полковник, командующий группой армий «C»                                                                                                 | [ 34 ] |
| Рыцарский крест Железного креста · Рыцарский крест Железного креста с Дубовыми листьями | Фрисснер, Йоханнес (нем. Johannes Frießner)                        | (1892—1971) | полковник, инструктор по боевой подготовке Армии резерва    | «Север»: 03.07.1944—25.07.1944 «Южная Украина»: 25.07.1944—25.09.1944 «Юг»: 25.09.1944—22.12.1944                                                              | Ясско-Кишинёвская операция Бухарестско-Арадская операция Дебреценская операция | генерал-полковник, в резерве ОКВ | [ 35 ] |
| Рыцарский крест Железного креста · Рыцарский крест Железного креста с Дубовыми листьями · Рыцарский крест Железного креста с Дубовыми листьями и Мечами                                                                               | Харпе, Йозеф (нем. Josef Harpe)                                    | (1887—1968) | полковник, командир 1-й танковой бригады                    | «Северная Украина»: 28.07.1944—25.09.1944 «A»: 25.09.1944—17.01.1945                                                                                           | Восточно-Карпатская операция Висло-Одерская операция | генерал-полковник, военнопленный (капитулировал 01.04.1945 в «Рурском котле»)                                                                    | [ 36 ] |
| Рыцарский крест Железного креста · Рыцарский крест Железного креста с Дубовыми листьями · Рыцарский крест Железного креста с Дубовыми листьями и Мечами                                                                               | Хауссер, Пауль (нем. Paul Hausser)                                 | (1880—1972) | бригадефюрер и генерал-майор войск СС , инспектор войск СС  | «G»: 28.01.1945—04.04.1945 | Центрально-Европейская операция | оберстгруппенфюрер и генерал-полковник войск СС, в резерве ОКВ                                                                                   | [ 37 ] |
| Рыцарский крест Железного креста · Рыцарский крест Железного креста с Дубовыми листьями · Рыцарский крест Железного креста с Дубовыми листьями и Мечами                                                                               | Хейнрици, Готхард (нем. Gotthard Heinrici)                         | (1886—1971) | генерал-лейтенант, командир 16-й пехотной дивизии           | «Висла»: 01.03.1945—28.04.1945 | Берлинская операция | генерал-полковник; 28.04.1945 отстранён от командования за самовольный приказ об отступлении                                                     | [ 38 ] |
| Рыцарский крест Железного креста · Рыцарский крест Железного креста с Дубовыми листьями | Хильперт, Карл (нем. Carl Hilpert)                                 | (1888—1947) | генерал-майор, начальник штаба 9-го армейского корпуса      | «Курляндия»: 25.03.1945—09.05.1945 | Курляндский котёл | генерал-полковник, командующий группой армий «Курляндия»                                                                                         | [ 39 ] |
| Рыцарский крест Железного креста · Рыцарский крест Железного креста с Дубовыми листьями · Рыцарский крест Железного креста с Дубовыми листьями и Мечами · Рыцарский крест Железного креста с Дубовыми листьями, Мечами и Бриллиантами | Шёрнер, Фердинанд (нем. Ferdinand Schörner)                        | (1892—1973) | полковник, командир 98-го горно-егерского полка             | «Южная Украина»: 07.04.1944—07.07.1944 «Север»: 25.07.1944—17.01.1945 «А»: 17.01.1945—25.01.1945 «Центр»: 25.01.1945—09.05.1945                                | Крымская операция (1944) Белорусская операция (1944) Прибалтийская операция (1944) Западно-Карпатская операция Нижне-Силезская наступательная операция Верхне-Силезская наступательная операция Пражская операция | генерал-фельдмаршал, с 30.04.1945 — главнокомандующий сухопутными войсками Германии (фактически в должность не вступил)                          | [ 40 ] |
| Рыцарский крест Железного креста · Рыцарский крест Железного креста с Дубовыми листьями | Штудент, Курт (нем. Kurt Student)                                  | (1890—1978) | генерал-майор, командир 7-й авиадесантной дивизии           | «H»: 09.11.1944—25.01.1945 | боевые действия в Голландии | генерал-полковник; 30.04.1945 назначен командующим группой армий «Висла» (фактически в должность не вступил)                                     | [ 41 ] |
| Рыцарский крест Железного креста · Рыцарский крест Железного креста с Дубовыми листьями · Рыцарский крест Железного креста с Дубовыми листьями и Мечами                                                                               | Шульц, Фридрих (нем. Friedrich Schulz)                             | (1897—1976) | подполковник, офицер штаба ОКХ                              | «G»: 02.04.1945—05.05.1945 | Центрально-Европейская операция | генерал пехоты, командующий группой армий «G».                                                                                                   | [ 42 ] |

### Комментарии
1. ↑  Гиммлер осуществлял командование номинально. Текущим руководством занимались начальники штабов групп армий группенфюрер СС Вернер Остендорф и генерал-лейтенант Вальтер Венк.
2. ↑  Гитлер осуществлял командование номинально, находясь за тысячи километров от линии фронта. Текущее руководство было возложено на начальника штаба группы армий генерал-лейтенанта Ганса фон Грейфенберга.
3. ↑  Рейхенау, накануне перенесшего инфаркт, самолётом перевозили в Германию. Во время перелёта самолёт совершил вынужденную посадку, в результате которой фельдмаршал получил серьёзную травму головы. В место назначения он был доставлен уже мёртвым.